# Pap Miska-kút
A Pap Miska-kút a Gödöllői-dombságban, az erdőkkel körülvett Aranyos-patak völgyében, a babati tavak mellett található forrás. Népszerű kirándulóhely, melyet 2015-ben felújítottak.

## Leírása
Gödöllő területén, 172 méter tengerszint feletti magasságban ered. A forrás neve Pap Miska, az utolsó gödöllői betyár emlékét őrzi. Amióta megépítették mellette az autópályát (1978), csak vékony sugárban folyik, a szakirodalom szerint a becsült hozama 5–10 liter/perc volt 2003-ban. 2007-ben 0,42 liter/percet mértek. 90 madárfaj költ a kút környékén. Körülbelül 120–150 éves a forrás körüli erdő. A kutat érinti a Pest megyei piros turistaút (egy Pest vármegyén keresztülhaladó, piros sáv turistajelzéssel jelölt út), a Mária-út, a Gödöllő teljesítménytúra, a Téli Margita teljesítménytúra és 2010-ig a Gödöllő éjszakai teljesítménytúra útvonalának is a része volt.

## Története
Az 1848–49-es forradalom és szabadságharc leverése után a betyárvilág megerősödött, sok betyár élt a vidéken. A kút Pap Miska idejében még valószínűleg gémeskút lehetett. Pap Miska, kihasználva a kassai országút forgalmát és az itató, valamint pihenőhelyként szolgáló kutat, gyakran rabolt itt. A gazdagoktól ellopott zsákmányt megosztotta a szegényekkel, így elérte azok együttérzését.
A legenda szerint a kút gémjének állásával jelezték a betyároknak, ha pandúr jár a környéken, míg a szegények a tanyájuk falára kiakasztott élelemmel teli tarisznyával jelezték, hogy jóban akarnak lenni a betyárral. Ugyanekkor Gödöllőtől északra Huszti Jóska, délre Rab Jancsi tette nehezebbé az utazók sorsát. A 19. század végére, a közbiztonság megerősödésével a betyárvilág is megszűnt, de a forrás neve máig őrzi az egykori szegénylegények emlékét. A betyárokat a Gödöllő melletti Akasztógödörben végezték ki.
2015. szeptember 29-én a forrás fel lett újítva a Pilisi Parkerdő Zrt., a Margita 344,2 Turisztikai és Sport Egyesület, illetve a Gödöllői Városi Önkormányzat közreműködésével. Homoki Mihály kerületvezető erdész és Reindl László vezetésével a nyár folyamán tizenegy fős csapat – valamennyien önkéntesként – dolgozott azon, hogy ismét víz folyjon a forrásból. Első lépésként feltárást végeztek, majd a tisztítás után kerülhetett sor a helyreállításra. Ennek során egy körülbelül 3 méter mély aknát kellett kitisztítani, és a csörgedező vízér szabad elvezetését biztosítani. A javítás során kiderült, hogy a vízgyűjtő ciszterna elszennyeződött, a homlokfal már nem tartja vissza kellően a Gudra-hegy szivárgó vizét. Ezt a Carbotech Magyarország segítségével oldották meg, akik – támogatásként – biztosították a szakszerű szigetelést. Az ismét működő forrás melletti területen a Pilisi Parkerdő Zrt. szép pihenőt és tűzrakóhelyet alakított ki, a megközelítést pedig hidak és erdei lépcső segítségével tette lehetővé.

## Külső hivatkozások
- Pap Miska-forrás a Geocaching.hu oldalon
- Pap Miska-forrás (gvkik.hu)
- Természetrajzi tanösvény terve 12–18 éves diákok számára a Gödöllői-dombságban